# Xabier Azkargorta
Francisco Xabier Azkargorta Uriarte, mais conhecido como Xabier Azkargorta (Azpeitia, 29 de setembro de 1953) é um ex-futebolista e treinador de futebol espanhol. Atualmente é auxiliar-técnico da Seleção Boliviana.

## Carreira
Dentro dos gramados, Azkargorta jogava como atacante e foi revelado pela Real Sociedad em 1969. Profissionalmente atuou por Bilbao Athletic (equipe reserva do Athletic Bilbao) e Lagun Onak, onde encerrou a carreira com apenas 23 anos devido a uma séria lesão no joelho.
Foi também no Lagun Onak que El Bigodón estreou como técnico, em 1978. Passou ainda por Aurrerá, Gimnàstic, Espanyol, Valladolid, Sevilla e Tenerife até 1990. Em 1993 assumiu o comando da Seleção Boliviana, entrando para a história do futebol nacional ao classificar a equipe pela primeira vez a uma Copa do Mundo pelas eliminatórias (os bolivianos participaram das edições de 1930 e 1950, mas não conseguiram vaga direta). Sua popularidade na Bolívia fez com que fosse convidado pelo presidente Gonzalo Sánchez de Lozada para assumir o Ministério da Educação, Saúde e Esporte, mas Azkargorta recusou. Ele ainda comandaria a seleção do Chile, sem muito destaque.
Ele ainda comandou o Yokohama Marinos por duas temporadas, sendo nomeado embaixador do Real Madrid no continente americano. Após 6 anos sem comandar equipes, assumiu o Chivas em 2005, sendo ainda escolhido diretor-esportivo do Beijing Guoan em março do ano seguinte. Retomou a carreira de técnico em 2012, substituindo Gustavo Quinteros na Seleção Boliviana, porém não repetiu o desempenho da passagem anterior e deixou o cargo em 2014. Seus últimos trabalhos em clubes foram no Bolívar, Oriente Petrolero, Sport Boys Warnes e Atlético Palmaflor.
El Bigodón trabalhou ainda como diretor técnico da Seleção Boliviana e, posteriormente, virou auxiliar-técnico de La Verde.

## Vida pessoal
Seu irmão, Juan Ignacio Azkargorta, foi também jogador de futebol e atuou entre 1980 e 1987.

## Títulos
Yokohama Marinos
- J-League: 1998

Bolívar
- Campeonato Boliviano: 2014–15
  - Apertura 2014
  - Clausura 2015